# Головний Кавказький хребет
43°08′06″ пн. ш. 42°55′19″ сх. д. / 43.135° пн. ш. 42.92194° сх. д.

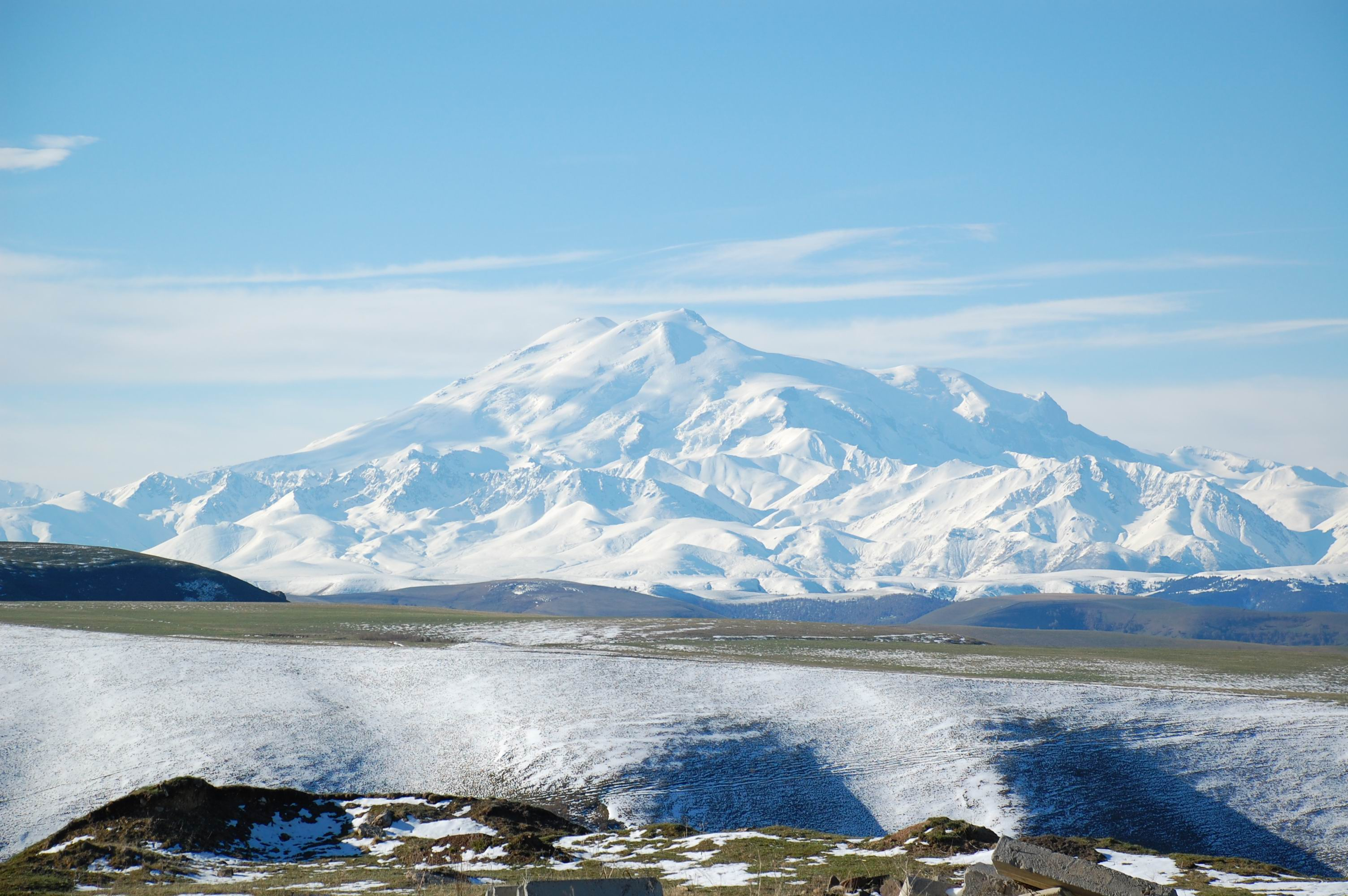
Ельбрус.

Головний, або водороздільний Кавказький хребет — гірський хребет в системі Великого Кавказу, в його вісевій частині. Простягається на 1 200 км із заходу на схід від Чорного до Каспійського моря і є водорозділом річок стікаючих на північ (басейни Кубані, Терека, Сулака) і на південь (басейни Кодорі, Інгурі, Ріоні, Кури та інших). Кавказький хребет утворює безперервне гірське пасмо завширшки близько 180 км і ділить Кавказ на дві частини: Передкавказзя (Північний Кавказ) і Закавказзя.
Гірська система біля Східноєвропейської рівнини, в яку входить Головний Кавказький хребет (або Великий Кавказький хребет), має назву Великий Кавказ, на відміну від Малого Кавказу — великого нагір'я, розташованого на південь від долин Ріоні і Кури.

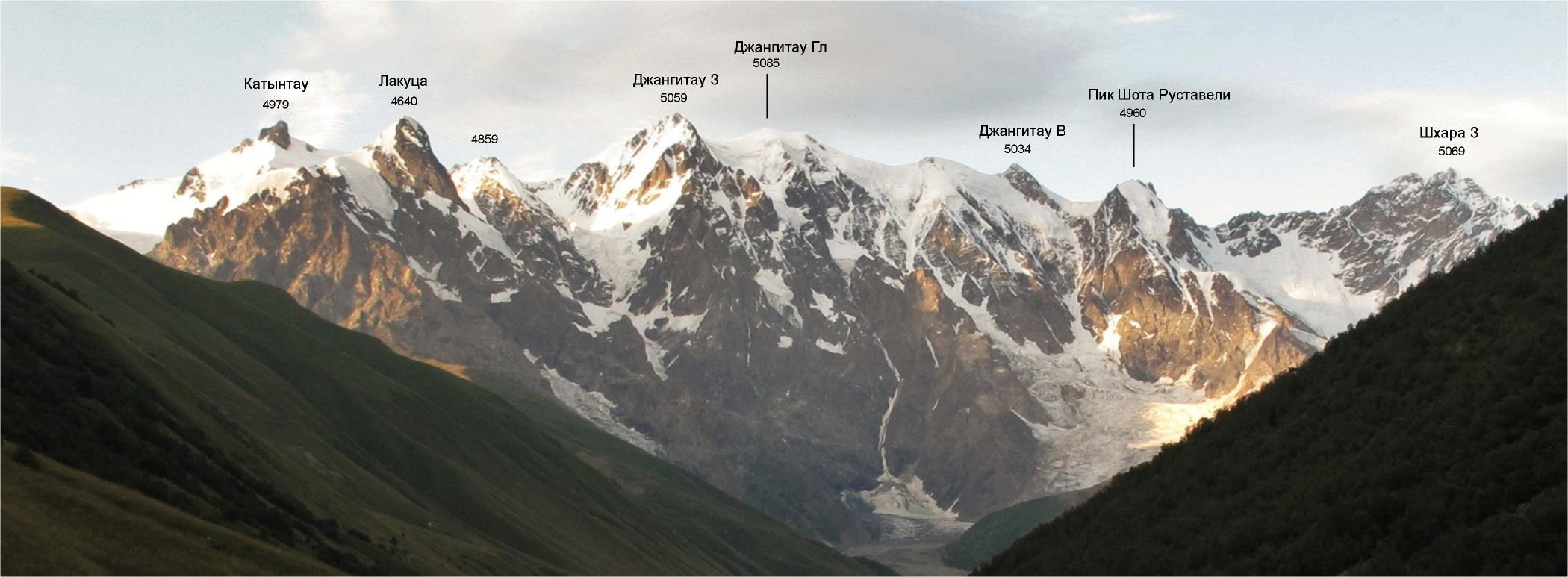
Панорама середньої частини хребта.

Максимальна висота 5 068 м (гора Шхара). Льодовики.

## Регіони
Прийнято поділ Кавказу на:
- Західний Кавказ (обмежений зі сходу Ельбрусом);
- Центральний Кавказ;
- Східний Кавказ (обмежений із заходу Казбеком).

## Загальна інформація
Вся система Головного Кавказького хребта займає приблизно 260 000 км². 
Північний схил займає близько 145 000 км², а південний - близько 115 000 км².
Ширина Кавказького хребта в західній (дещо на захід від Ельбруса, і включаючи гірський масив Ельбрус) і східній (Дагестан) частинах — близько 160 ... 180 км, в центральній — близько 100 км; обидва краї сильно звужуються і мають (особливо західна) незначну ширину.
Найбільші висоти в центрі, де знаходиться найвища і скеляста ділянка хребта — Безенгійська стіна з вершинами Шхара (5068 м), Джангі-тау (5058 м) тощо. 
Передові височини, що супроводжують Головний хребет, в більшості випадків не мають характеру безперервного пасма, але представляють короткі хребти або гірські групи, пов'язані з вододіловим хребтом відрогами і прорвані в багатьох місцях глибокими ущелинами річок, що, маючи витік з хребта і прорвавшись через передові височини, спускаються на передгір'я і виходять на рівнини. 
Таким чином, майже на всьому протязі (на заході — з півдня, на сході — з півночі) до водороздільного хребта примикає ряд високих улоговин, здебільшого озерного походження, замкнутих з одного боку висотами вододілу, а також його відрогами, а з іншого — окремими групами та короткими хребтами передових височин, що в деяких місцях по висоті перевершують головне пасмо.
З північного боку вододілу переважають поперечні улоговини, а з південного, крім західного краю, — поздовжні. 
Характерно для Кавказького хребта також і те, що багато першорядних вершин лежать не на Вододільному пасмі, але на краях коротких його відрогів, що прямують на північ (таке положення вершин; Ельбрус 5642 м, Дихтау 5204 м, Коштан-тау 5152 м, Гюльчі-тау 4447, Суган-тау 4487 м, Адай-хох 4405 м тощо). 
Це так званий Бічний Кавказький хребет, який тягнеться з північного боку Головного, де-не-де він переривається. 
Це ділянки де між Головним Кавказьким хребтом (ГКХ) та Скелястим хребтом не виявляється Бокового, тобто Головний Кавказький хребет одразу примикає до Скелястого хребта; такою ділянкою, наприклад, є міжріччя Уруха та Ардона, де відроги Головного Кавказького хребта примикають одразу до Скелястого хребта.
Північний, більш розвинений схил Кавказького хребта, утворений безліччю відрогів, що примикають майже перпендикулярно до Головного хребта і відокремлених поперечними глибокими долинами, досягає дуже значного розвитку на околицях Ельбрусу (Ельбруський виступ). Найзначніше підняття, Ельбрусько-Мінераловодська зона розломів, прямує від цієї вершини прямо на північ, служить вододілом між водами Кубані (Азовське) і Терека (Каспійське море) і, знижуючись уступами далі, розпливається в острівні гори П'ятигор'я і широку Ставропольську височину досягає Пасовищного хребта, обрамляючи підковою Кисловодську улоговину, повертає південніше (Кисловодська) на схід, разом із ущелинами і долинами річок тягнеться до Терсько-Сунженського міжріччя, утворюючи Терсько-Сунженську височину, і далі — аж до Андійського хребта).
Ще більш розвинений північний схил у східній частині Кавказького хребта, де численні, і дуже значні за висотою і довжиною, його відроги утворюють велику гірську країну Дагестан (Дагестанський виступ) — великий гірський район, замкнутий високими Андійським, Сала-тау і Гімринським хребтами. 
Поступово знижуючись на північ, північний схил утворюється багатьма передовими височинами, які місцями у вигляді хребтів і гірських відрогів; до таких гірських масивів належать так звані Чорні гори (Пасовищний хребет), розташовані на північ від Головного хребта, на відстані 18-65 км від нього. 
Чорні гори утворюють пологі і довгі схили, здебільшого покриті дрімучими лісами (звідси й назва , 
а на південь падають крутими урвищами. 
Річки, що стікають з Головного хребта, прориваються через Чорні гори глибокими і вузькими, вельми мальовничими ущелинами (Сулацький каньйон глибиною до 1800 м); висота цього передового пасма загалом незначна (на заході від Дагестанського виступу).
Південний схил особливо слабо розвинений в західній і східній частинах хребта, досягаючи досить значного орографічного розвитку в середині, де до нього примикають паралельні височини, що утворюють поздовжні долини верхів'їв Ріоні, Інгурі і Цхенісцхалі, і відходять на південь довгі відроги, та Кури.
Найкрутіша і найменш розвинена ділянка південного схилу - там, де він падає до долини Алазані; г. Закатали , розташований на висоті 355 м біля південної підошви Кавказького хребта, відстоїть по прямій лінії всього на 20 км від його пасма, що досягає тут висоти понад 3300 м над рівнем моря. Кавказький хребет не відрізняється зручністю; лише на західному та східному його краях є зручні та низькі перевали, цілком доступні цілий рік для сполучення.
Врешті-решт, за винятком Мамісонського (див. Воєнно-Осетинська дорога і Транскавказька автомагістраль) і Хрестового перевалів (див. Військово-Грузинська дорога ), шляхи через хребет в більшості випадків представляють в'ючні або навіть пішохідні стежки, частково зовсім недоступні взимку. З усіх перевалів найбільше значення має Хрестовий (2379 м), через який прокладено Військово-Грузинську дорогу.